# Onychogomphus
Onychogomphus je rod vážek z čeledi klínatkovití. Česky je rod pojmenovaný klínatka, stejně jako rody Gomphus, Ophiogomphus a Stylurus. Na celém světě existuje asi 45 druhů tohoto rodu. V Česku se vyskytuje jen jeden druh, klínatka vidlitá.